# Władysław Winawer

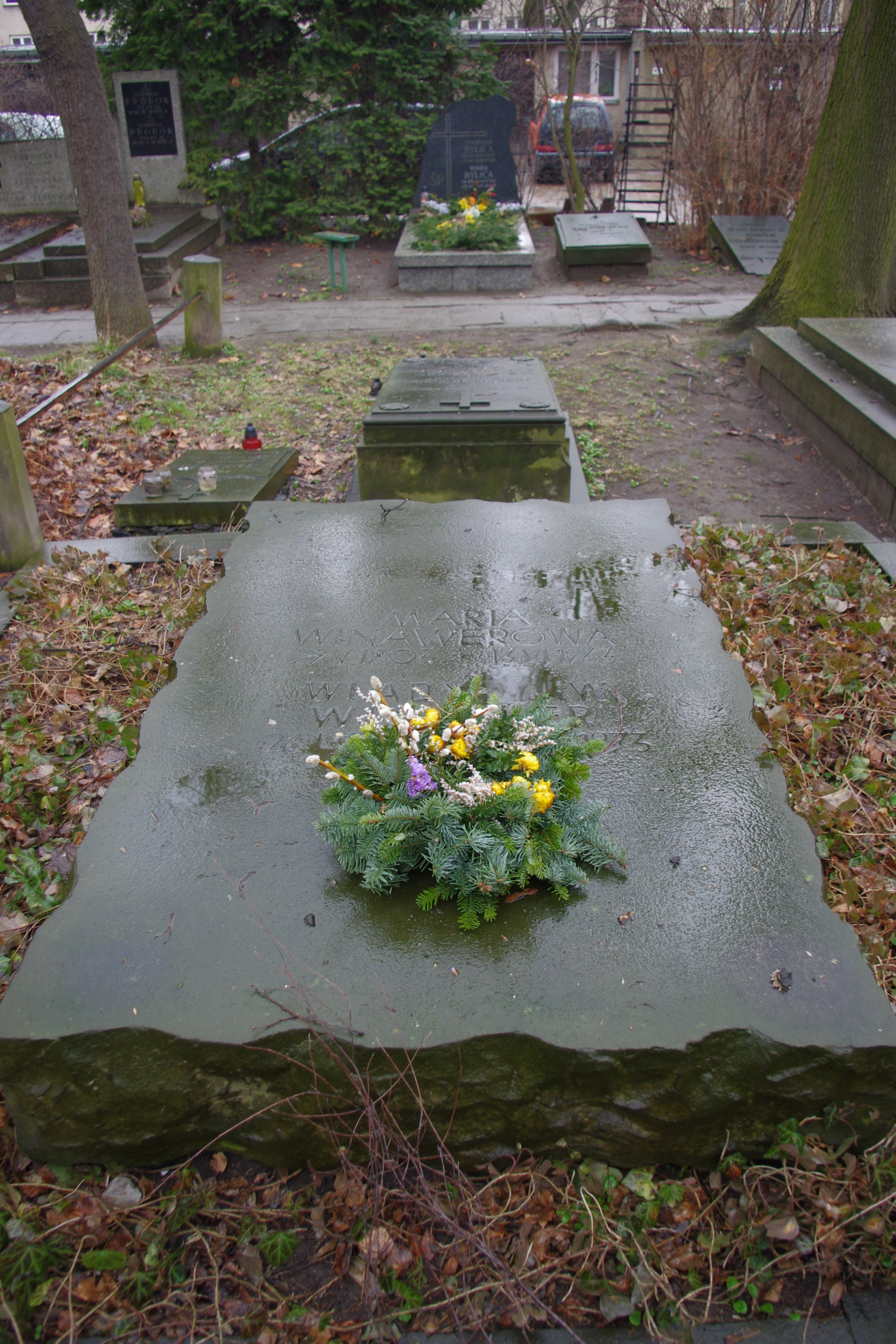
Grób adwokata Władysława Winawera (1899-1973) na Cmentarzu ewangelicko-reformowanym w Warszawie

Władysław Marcin Winawer (ur. 26 stycznia 1899 w Warszawie, zm. 10 lipca 1973 tamże) – polski adwokat cywilista pochodzenia żydowskiego. Po II wojnie światowej obrońca w procesach politycznych działaczy Polskiego Państwa Podziemnego, a po 1956 roku w procesach rehabilitacyjnych osób skazanych przez władze komunistyczne.

## Życiorys

### Młodość
Urodził się jako syn Adolfa Edwarda Winawera i Dory (Doroty) z domu Czamańskiej. W 1918 zdał egzamin maturalny w Gimnazjum Filologicznym im. Jana Kreczmara w Warszawie. Od stycznia 1915 należał do Polskiej Organizacji Wojskowej, wstąpił do Legionów 12 listopada 1915, przydzielony do 5 pułku piechoty I Brygady Legionów. Uczestniczył w walkach na Wołyniu, m.in. pod Koszczycami i Stowygorożem. Uczestniczył także w wojnie polsko-bolszewickiej, w bitwie pod Warszawą i nad Niemnem. W grudniu 1920 w stopniu plutonowego został zdemobilizowany.

### Przed II wojną światową
Po ukończeniu studiów prawniczych na Uniwersytecie Warszawskim i odbyciu aplikacji adwokackiej (jego patronem był adwokat Adolf Finkelhaus), w latach 1928–1939 prowadził kancelarię adwokacką przy ul. Kapucyńskiej 5 w Warszawie. Prowadził sprawy cywilne, głównie hipoteczne. Występował wielokrotnie jako obrońca oskarżonych o działalność komunistyczną zarówno żydów jak i katolików Był patronem Stanisława Gajewskiego, który w 1942 wyprowadził z getta warszawskiego jego pięcioletnią córkę Janinę.

### II wojna światowa
We wrześniu 1939 jako podoficer rezerwy został zmobilizowany do Centrum Wyszkolenia Sanitarnego i wziął udział w wojnie 1939. Schwytany przez żołnierzy Armii Czerwonej, został przez szoferów polskich ukryty między szeregowcami. Dzięki temu 31 stycznia 1940 powrócił do Warszawy. Od listopada 1941 przebywał z rodziną w getcie warszawskim, Od jesieni 1942 ukrywał się w Milanówku, korzystając z pomocy m.in. Marii i Lecha Sokołowskich oraz Ewy i Janusza Sipayłłów.

### Czasy komunizmu
Od 1946 był członkiem Rady Adwokackiej w Warszawie, a w latach 1951–1957 Naczelnej Rady Adwokackiej. W tym czasie bronił działaczy Polskiego Państwa Podziemnego, a po 1956 reprezentował pokrzywdzonych w procesach rehabilitacyjnych. Był pełnomocnikiem Kazimierza Moczarskiego, który 22 lutego 1955 skierował do niego list o historycznym znaczeniu, opisujący czterdzieści metod tortur, jakie stosowali wobec niego w śledztwie stalinowscy oprawcy. Do obrony Kazimierza Moczarskiego przybrał adwokat Anielę Steinsbergową. Był także pełnomocnikiem przedstawicieli tajnych władz adwokatury i konspiracyjnego sądownictwa: Eugeniusza Ernsta, Stanisława Koziołkiewicza i Ludomira Sakowicza oraz pracownicy kontrwywiadu Komendy Warszawa AK Anny Rószkiewicz-Litwinowiczowej.
Jest pochowany na cmentarzu ewangelicko-reformowanym w Warszawie przy ul. Żytniej (kwatera R-1-3).

## Życie prywatne
Wnuk szachisty Szymona Winawera (1838–1919). Dziadek dziennikarki Kazimiery Szczuki (ur. 1966).